# Coahoma (Missisipi)
Coahoma – miasto w Stanach Zjednoczonych, w stanie Missisipi, w hrabstwie Coahoma.